# Nesomys lambertoni
Nesomys lambertoni är en gnagare i underfamiljen Madagaskarråttor.
Vuxna exemplar når en kroppslängd (huvud och bål) av 189 till 195 mm, en svanslängd av 183 till 191 mm och en vikt av 225 till 243 g. Från längre avstånd liknar arten en ekorre i utseende. I den rödbruna pälsen på ovansidan är flera svarta hår inblandade som är talrikast på ryggens topp. Kroppssidorna är mer rödaktig och undersidan är täckt av ljusbrun päls. Huvudet kännetecknas av en långsträckt nos och av långa öron. På svansen som ser yvig ut förekommer många långa hår. Djuret har mörkbruna fram- och bakben.
Arten förekommer i nordvästra delen av ön i låga bergstrakter nära staden Maintirano och norr om floden Mananbolo. Individer hittades bland annat i naturreservatet Tsingy de Bemaraha. Regionen kännetecknas av kalkstensklippor och lövfällande skogar.
Denna gnagare är aktiv på dagen eller under skymningen och den vistas främst på marken. Individerna äter troligtvis frön och frukter som faller ner till marken. Honor har sex spenar och hos ett fåtal honor dokumenterades en unge per kull.
Beståndet hotas av bränder och av landskapets omvandling till betesmarker. I naturreservatet pågår illegalt skogsbruk. IUCN listar arten som starkt hotad (EN).